# 문주 김씨
문주 김씨(文州金氏)는 한국의 성씨이다.
시조 김풍(金楓)은 김알지의 후손으로 전해진다.

## 참고 자료
- “문주김씨(文州金氏)”. 뿌리를 찾아서.[깨진 링크(과거 내용 찾기)]